# Asesinato de Hello Kitty
El asesinato de Hello Kitty (en chino: 藏屍案) hace referencia al caso de una anfitriona de un club nocturno secuestrada y torturada en un apartamento en Tsim Sha Tsui, Hong Kong en 1999. La víctima falleció un mes más tarde, bien por una sobredosis de drogas o a manos de sus captores. Fue decapitada y su cabeza escondida dentro de una muñeca de Hello Kitty, de ahí el nombre del caso.

## Caso
Una mujer de 23 años de edad, llamada Fan Man-yee (樊敏儀), fue secuestrada por varios de sus parientes: Chan Man- lok (陳文樂) de 34 años, Leung Shing-cho (梁勝祖) de 27, y Leung Wai-lun (梁偉倫) de 21. Se llevaron a la joven a un apartamento situado en Granville Road, Tsim Sha Tsui, donde la encerraron, golpearon y torturaron diariamente por una deuda económica que había contraído con uno de sus secuestradores.
Tras un mes de reclusión y torturas, fue asesinada, desmembrada y la mayoría de sus restos acabaron en la basura excepto su cabeza, que fue escondida en el relleno de una muñeca gigante de Hello Kitty, debido a que uno de los individuos deseaba conservar una parte del cuerpo de la chica. Sólo se recuperaron su cráneo, un diente y algunos órganos internos los cuales demostraban un claro maltrato y deterioro de manera excesiva.
La novia de uno de los autores del suceso, de 14 años de edad, confesó el asesinato tras tener continuos sueños en donde el fantasma de la muchacha la perseguía y la atormentaba. Fueron condenados a cadena perpetua.

## Juicio
Los tres hombres fueron condenados por el jurado del Juzgado de Primera Instancia de Hong Kong, tras un juicio de seis semanas; por homicidio y allanamiento de morada ya que los restos recuperados no permitieron determinar con exactitud las causas de la muerte.
El juez Peter Nguyen que dictó la sentencia dijo:

Never in Hong Kong in recent years has a court heard of such cruelty, depravity, callousness, brutality, violence and viciousness.
en inglés

Nunca en Hong Kong en años recientes un tribunal ha presenciado tal grado de crueldad, depravación, insensibilidad, brutalidad, violencia y perversidad.
en español